# Günther Hornig
Günther Hornig (* 5. März 1937 in Bitterfeld; † 18. September 2016 in Dresden) war ein deutscher Maler, Grafiker, Objektkünstler und Hochschullehrer.

## Leben und Werk
Hornig arbeitete von 1954 bis 1956 als Theatermaler am Landestheater in Halle (Saale) und von 1956 bis 1957 als Bühnenbildassistent am Landestheater Potsdam. Von 1957 bis 1962 studierte er bei Erich Fraaß, Herbert Kunze und Paul Michaelis Malerei und Grafik an der Hochschule für Bildende Künste Dresden. Von 1992 bis 1963 hatte er Werkverträge als bildender Künstler mit dem Reifenwerk Riesa und der Baumwollspinnerei Riesa. An der Hochschule für Bildende Künste Dresden war Hornig von 1963 bis 1966 Aspirant bei Paul Michaelis. Ab 1964 hatte er einen Lehrauftrag in der dortigen Abendschule. Von 1966 bis 1967 war er Malsaalvorstand mit Bühnenbildverpflichtung am Theater Senftenberg.
Von 1967 bis 1968 war Hornig Fachlehrer für das Grundlagenstudium im Bereich Theatermalerei der Hochschule für Bildende Künste, von 1968 bis 1988 Lehrer im Hochschuldienst für das Grundlagenstudium im Fachbereich Bühnenbild und bis 1993 als Dozent Leiter des Grundlagenstudiums der Abteilung Bühnenbild.
Ende der 1970er-Jahre entstanden „erste abstrakte bildnerische Arbeiten, die sich zu amorphen, in die dritte Dimension wachsenden, in naturhafter Farbigkeit gehaltenen Bildkörpern aus unterschiedlichen Materialien entwickelten. Ab Beginn der 1980er-Jahre erweiterte sich seine Farbpalette, leuchteten Rot- oder Blaugrün aus den gestaffelten Bildstrukturen. Besonders seit den 1990er-Jahren trat die Malerei in den Vordergrund… Darüber hinaus schuf der Künstler farbige, teils zerlegbare Skulpturen, die den gemalten Formen verwandt sind, sowie labyrinthische Zeichnungen und Collagen.“
Hornig war u. a. von 1977 bis 1988 auf der VIII. bis X. Kunstausstellung der DDR in Dresden vertreten.
Von 1993 bis zu seiner Emeritierung 2002 hatte Hornig eine Professur für Malerei und Grafik im Fachbereich Freie Kunst. Von 1996 bis 1999 war er Dekan. Hornig zählte zu den bedeutendsten abstrakten Malern in der DDR. Zu seinen Schüler gehörten u. a. Micha Brendel, Else Gabriel, Rainer Görß, Via Lewandowsky, Yana Milev, Thomas Scheibitz und Karla Woisnitza.
Seit 1963 lebte und arbeitete Hornig im Künstlerhaus Dresden-Loschwitz, seit seiner Emeritierung als freier Künstler.
Werke Hornigs befinden sich u. a. im Albertinum und im Kupferstichkabinett Dresden, im Kupferstichkabinett Berlin, in der Neuen Sächsischen Galerie in Chemnitz, der Staatlichen Galerie Moritzburg in Halle (Saale), der Brandenburgische Kunstsammlungen in Cottbus und im Museum junge Kunst Frankfurt/Oder.

## Mitgliedschaften
- Bis 1990 Mitglied im Verband Bildender Künstler der DDR
- Ab 1995 Mitglied des Deutschen Künstlerbund e. V.

## Darstellung Hornigs in der bildenden Kunst
- Christian Borchert: Der Maler Günther Hornig in seinem Atelier (Fotografie, 1982)[4]
- Christian Borchert: Der Maler Günther Hornig mit einer Frau in seinem Atelier (Fotografie, 1982)[5]

## Rezeption
„Als Solitär künstlerisch stets seinen eigenen Weg gehend, gehört er in Ostdeutschland zu den wichtigsten abstrakt arbeitenden Künstlern, dessen gesamtdeutsche Entdeckung gerade erst beginnt.“

## Werke (Auswahl)
- Materialbild Nr. 16 (Collage, 1975; 1977/1978 ausgestellt auf der VIII. Kunstausstellung der DDR)[7]
- Strukturüberlagerung (Bindfaden, Sand, Acryl, Leim, Nägel, Gips/Holzleisten; 1979; im Bestand des Sächsischen Kunstfonds)[8]
- Überlagerung von Strukturelementen (Tafelbild, Mischtechnik; 1982; 1982/1983 ausgestellt auf der IX. Kunstausstellung der DDR)[7]
- Skulptur Nr. 4 (Skulptur, Karton, bemalt; 1987; Teil der Werkgruppe „Türme“; im Bestand des Dresdner Albertinums)[9]

## Einzelausstellungen (Auswahl)
- 1974 Berlin, Galerie Schweinebraden
- 1989 Dresden, Galerie Süd (Malerei, Objekte)
- 1990 Dresden, Leonhardimuseum Galerie Ost
- 1990 Berlin, Galerie Johannes Zielke (Malerei, Objekte)[10]
- 1991 Amsterdam, Galerie voon hedendaagse Kunst Forum
- 1991 Dortmund, Galerie Purschke
- 1994 Berlin, Galerie Johannes Zielke (Malerei, Objekte, Skulpturen)[10]
- 1994 Frankfurt (Main), Dresdner Bank (Malerei, Objektkunst)
- 1995 Dresden, Galerie Punkt und Partner
- 1998 Dresden, Galerie G. Ziller
- 2002 Dresden, Leonhardimuseum („Günter Hornig - Einblicke“. Tuschen und Aquarelle)
- 2002 Dresden, Oktogon der Hochschule für Bildende Künste („Einblicke“. Malerei und Objekte)
- 2007 Berlin, Galerie Läkemäker[10]
- 2011 Dresden, Sächsische Landesärztekammer (Malerei und Zeichnung)
- 2017 Dresden, Städtische Galerie Dresden („Farbe Rhythmus Raum“. Erste museale Retrospektive)
- 2017 Gersdorf, Alfred-Mugler-Stiftung
- 2017 Annaberg, Kunstkeller Annaberg (Malerei, Zeichnung, Objekte)
- 2018 Frankfurt/Oder, Brandenburgisches Landesmuseum für moderne Kunst („Das Wuchern der Ordnung.“ Arbeiten auf Papier, Materialbilder, Objekte)
- 2018/2019 Dresden, Galerie Klinger (Collagen, Objekte)